# Helga Raumer
Helga Raumer (* 29. September 1924 in Berlin; † 25. Mai 1997 ebenda) war eine deutsche Schauspielerin, die vor allem durch Film- und Fernsehproduktionen der DEFA und des Deutschen Fernsehfunks (DFF) Bekanntheit erlangte. Daneben wirkte sie im Rundfunk und als Synchron- und Hörspielsprecherin.

## Leben
Nach einer Schauspielausbildung, die Helga Raumer von 1941 bis 1943 in Berlin erhielt, gab sie ihr Bühnendebüt am Stadttheater in Luckenwalde. Nach dem Zweiten Weltkrieg arbeitete sie unter anderem an Bühnen in Zittau, Frankfurt (Oder) und Halle (Saale). Ab 1954 wirkte sie am Maxim-Gorki-Theater in Berlin und am Berliner Ensemble, 1969 als Mitglied des Schauspielerensembles des Deutschen Fernsehfunks, dem späteren Fernsehen der DDR.
1953 gab Helga Raumer unter der Regie von Eduard Kubat in der DEFA-Filmkomödie Jacke wie Hose in der Rolle der Thielecke ihr Filmdebüt. In dem von Martin Hellberg inszenierten Gegenwartsfilm Das kleine und das große Glück war sie im selben Jahr als Gewerkschafterin in einer Nebenrolle zu sehen. Sie wurde in der Folgezeit vor allem in Rollen verständnisvoller, warmherziger und mitunter auch energischer Frauen besetzt. In den drei Spielfilmen um die Familie Bach Papas neue Freundin (1960), Vielgeliebtes Sternchen (1961) und Oh, diese Jugend (1962) übernahm sie die Rolle der Margarete Bach. In dem DEFA-Märchenfilm Rotkäppchen (1962) und der Fernsehserie Aus dem Tagebuch eines Minderjährigen (1965), wo sie neben Jochen Thomas spielte, wurde sie in Mütterrollen besetzt. Eine weitere feste Serienrolle hatte Raumer als Martha Dolle in Dolles Familienalbum (1969). Neben diesen Rollen spielte sie auch zahlreiche ernsthafte Charaktere, u. a. in der Rolle der Frau Gebhard in Tiefe Furchen (1965), als Staatsanwältin in Berlin um die Ecke (ebenfalls 1965) und 1969 in dem Fünfteiler Wege übers Land als Frau Heinemann. 1977 übernahm sie in Ursula Schmengers Märchenadaption Die zertanzten Schuhe an der Seite von Jaecki Schwarz die Rolle der gutmütigen Köchin. In Klaus Gendries’ Am grauen Strand, am grauen Meer nach der Novelle Hans und Heinz Kirch von Theodor Storm agierte sie 1980 als Marte. In der siebenteiligen Kinderserie Fridolin übernahm sie die durchgehende Rolle der Flora Müller. In der ab Juli 1990 erstgesendeten Fernsehserie Klein, aber Charlotte mit Helga Piur in der Titelrolle hatte sie die feste Rolle der Dorothea Dörrlich inne. Daneben spielte mehrfach in Gastrollen der Fernsehreihen Der Staatsanwalt hat das Wort und Polizeiruf 110. Nach der Auflösung des Schauspielerensembles des DDR-Fernsehens 1990 arbeitete sie zunächst freischaffend und zog sich 1992 aus dem Berufsleben zurück. In dem Filmdrama Der Rest, der bleibt von Bodo Fürneisen hatte sie als Gerda Lingner ihre letzte Rolle vor der Kamera.
Helga Raumer war mit dem Ausstattungsleiter Albrecht Langenbeck verheiratet. Sie starb am 25. Mai 1997 nach kurzer schwerer Krankheit im Alter von 72 Jahren.

## Filmografie

### Kinofilme
- 1953: Jacke wie Hose
- 1953: Das kleine und das große Glück
- 1955: Wer seine Frau lieb hat …
- 1957: Betrogen bis zum jüngsten Tag
- 1958: Die Mutter
- 1959: Musterknaben
- 1959: Der kleine Kuno
- 1959: Alles aus Liebe
- 1961: Küßchen und der General
- 1962: Rotkäppchen
- 1965: Entlassen auf Bewährung
- 1965: Tiefe Furchen
- 1965: Berlin um die Ecke
- 1968: Die Toten bleiben jung
- 1972: Reife Kirschen
- 1980: Dach überm Kopf

### Fernsehfilme
- 1957: Urlaub wider Willen
- 1957: Herr Puntila und sein Knecht Matti
- 1960: Toter Winkel
- 1960: Papas neue Freundin
- 1961: Vielgeliebtes Sternchen
- 1962: Oh, diese Jugend
- 1964: Rose Bernd
- 1966: Sein bestes Stück
- 1967: Wolodja
- 1968: Wege übers Land (Fünfteiler)
- 1969: Tolle Tage
- 1972: Der große Ferienscheck
- 1972: Meine Schwester Tilli
- 1973: Die sieben Affären der Doña Juanita (Vierteiler)
- 1973: Zement (Zweiteiler)
- 1974: Hallo Taxi
- 1974: Das Schilfrohr
- 1975: Toggenburger Bock
- 1976: Frau Jenny Treibel
- 1977: Die zertanzten Schuhe
- 1980: Am grauen Strand, am grauen Meer
- 1983: Der Löwenbiß
- 1983: Falsche Zeugnisse
- 1986: Das Eigentor
- 1991: Der Rest, der bleibt
- 1992: Im Sog der Angst

### Fernsehserien und -reihen
- 1965: Aus dem Tagebuch eines Minderjährigen (7 Folgen)
- 1966: Pitaval des Kaiserreiches: Der Prozeß gegen die Gräfin Kwilecki (Reihe)
- 1968: Der Staatsanwalt hat das Wort: Automarder
- 1969: Dolles Familienalbum (9 Folgen)
- 1973: Polizeiruf 110: Gesichter im Zwielicht
- 1973: Polizeiruf 110: Vorbestraft
- 1975: Der Staatsanwalt hat das Wort: Geschiedene Leute
- 1976: Die Lindstedts (7 Folgen)
- 1979–1987: Schauspielereien (verschiedene Rollen, 7 Folgen)
- 1981: Polizeiruf 110: Glassplitter
- 1982: Berühmte Ärzte der Charité: Das scheinbar Unmögliche
- 1982: Der Staatsanwalt hat das Wort: Hoffnung für Anna
- 1983: Der Staatsanwalt hat das Wort: Zur Kasse bitte
- 1985: Der Staatsanwalt hat das Wort: Sachlich richtig
- 1985: Polizeiruf 110: Traum des Vergessens
- 1987: Fridolin (7 Folgen)
- 1989: Die gläserne Fackel (Folge Die Entscheidung)
- 1989: Rita von Falkenhain (5 Folgen)
- 1990: Klein, aber Charlotte (7 Folgen)

## Theater
- 1955: Friedrich Wolf: Das Schiff auf der Donau (Hanna) – Regie: Maxim Vallentin (Maxim-Gorki-Theater Berlin)
- 1956: Dimitrij Stscheglow: Geburtstag (Mascha) – Regie: Wilhelm Gröhl (Maxim-Gorki-Theater Berlin)
- 1956: Tirso de Molina: Die Rivalin ihrer selbst – Regie: Gerhard Winterlich (Maxim-Gorki-Theater Berlin)
- 1959: Johannes R. Becher: Winterschlacht – Regie: Lothar Bellag (Berliner Ensemble)
- 1962: Lajos Mesterházi: Das elfte Gebot (Frau Kadácz) – Regie: Horst Schönemann/Helfried Schöbel (Maxim-Gorki-Theater Berlin)

## Hörspiele
- 1959: Werner Bräunig: Waffenbrüder (Madeleines Doppelgängerin) – Regie: Joachim Witte (Rundfunk der DDR)
- 1959: Vasco Pratolini/Giandomenico Giagni: Ein Sonntag wie jeder andere – Regie: Theodor Popp (Rundfunk der DDR)
- 1959: Friedrich Karl Kaul/Walter Jupé: Alles beim alten (Frau Schorkamp) – Regie: Gert Beinemann (Hörspiel – Rundfunk der DDR)
- 1960: Jiri Melisek: Eine Bärenjagd (Bozena) – Regie: Werner Wieland (Hörspiel – Rundfunk der DDR)
- 1960: Anna und Friedrich Schlotterbeck: An der Fernverkehrsstraße 106 (Frau Slomski) – Regie: Theodor Popp (Rundfunk der DDR)
- 1960: Helmut Sakowski: Verlorenes Land? (Elisabeth) – Regie: Werner Grunow (Hörspiel – Rundfunk der DDR)
- 1961: Bernhard Seeger: Unterm Wind der Jahre (Wirtin) – Regie: Theodor Popp (Hörspiel – Rundfunk der DDR)
- 1961: Karl-Heinrich Bonn: Nächtlicher Besuch (Frau Lorenz) – Regie: Helmut Hellstorff (Hörspiel – Rundfunk der DDR)
- 1962: Klaus Beuchler: Der Fall Stetson (Mary Stetson) – Regie: Werner Grunow (Hörspiel – Rundfunk der DDR)
- 1963: Bernhard Seeger: Rauhreif – Regie: Theodor Popp (Rundfunk der DDR)
- 1963: Joachim Wohlgemuth: Der Schweine-Wilhelm – Regie: Werner Grunow (Rundfunk der DDR)
- 1963: Gerhard Rentzsch: Die Geschichte eines Mantels – Regie: Edgar Kaufmann (Hörspiel – Rundfunk der DDR)
- 1964: Georg W. Pijet: Mietskaserne – Regie: Fritz-Ernst Fechner (Rundfunk der DDR)
- 1966: Robert Louis Stevenson: Die Schatzinsel (Mrs. Hawkins) – Regie: Theodor Popp (Kinderhörspiel – Litera)
- 1967: Joachim Goll: Bankivahühner (Lene Keller) – Regie: Werner Grunow (Hörspiel-Schwank – Rundfunk der DDR)
- 1968: Willi Bredel: Verwandte und Bekannte (8 Folgen) – Regie: Fritz-Ernst Fechner (Rundfunk der DDR)
- 1969: Eduard Claudius: Vom schweren Anfang (Frau Garbe) – Regie: Horst Liepach (Kinderhörspiel – Rundfunk der DDR)
- 1970: Will Lipatow: Viktoria und die Fischer (Mutter) – Regie: Theodor Popp (Hörspiel – Rundfunk der DDR)
- 1974: Hans-Jürgen Bloch: Hundert Mark für eine Unterschrift (Vorsitzende) – Regie: Joachim Staritz (Hörspielreihe: Tatbestand, Nr. 4 – Rundfunk der DDR)
- 1974: Hans-Jürgen Bloch: Nicht nur tausendjährige Eichen (Anne) – Regie: Joachim Staritz (Hörspiel – Rundfunk der DDR)
- 1974: Wolf D. Brennecke: Abriss eines Hauses (Edith Borchert) – Regie: Fritz-Ernst Fechner (Hörspiel – Rundfunk der DDR)
- 1974: Wolfgang Müller: Die Spur des Helfried Pappelmann (Frau Hebelbier) – Regie: Wolfgang Schonendorf (Hörspiel – Rundfunk der DDR)
- 1974: Joachim Walther: Randbewohner – Regie: Werner Grunow (Hörspiel – Rundfunk der DDR)
- 1976: Mark Twain: Die Abenteuer des Huckleberry Finn (Frau) – Regie: Theodor Popp (Kinderhörspiel – Litera)
- 1983: Hans Christian Andersen: Die Schneekönigin (Sonnenschein) – Regie: Rainer Schwarz (Kinderhörspiel – Litera)

## Auszeichnungen
- 1973 Clara-Zetkin-Medaille